# Mick Rock
Michael David Rock (nascido  Michael Edward Chester Smith ; Londres, 22 de novembro de 1948 - 18 de novembro de 2021)  foi um fotógrafo britânico, conhecido por retratar bandas de rock como Queen, David Bowie, T. Rex, Syd Barrett, Lou Reed, Iggy Pop and The Stooges, The Sex Pistols, Ozzy Osbourne, The Ramones, Joan Jett, Talking Heads, Roxy Music, Thin Lizzy, Geordie, Mötley Crüe e Blondie . Freqüentemente referido como "O homem que fotografou os anos 70", a maioria das fotos memoráveis de Bowie como Ziggy Stardust foram feitas por Rock em sua qualidade de fotógrafo oficial de Bowie.

## Primeiros anos
De acordo com a maioria das fontes, Michael David Rock nasceu em 1948 em Hammersmith, Londres, filho de David e Joan Rock, embora em uma entrevista de 2017 ele tenha declarado que seu nome de nascimento era Michael Edward Chester Smith, e seu nascimento foi o resultado do relacionamento de sua mãe com um aviador americano. Ele foi educado na Emanuel School, em Londres, e no Gonville and Caius College, em Cambridge, graduando-se em línguas medievais e modernas. Enquanto estava em Cambridge, ele desenvolveu  interesse pela poesia romântica do século XIX— principalmente pelas obras de Rimbaud, Baudelaire, Shelley e Byron — e sua primeira aparição na imprensa veio depois que ele foi preso por porte de maconha.

## Carreira
Durante seu tempo em Cambridge, Rock pegou a câmera de um amigo e começou a tirar fotos da cena musical de rock local, fazendo alguns amigos e contatos ao longo do caminho (incluindo o nativo de Cambridge Syd Barrett e o irmão mais novo de Mick Jagger , Chris ).
Além de seu trabalho com Bowie, a quem conheceu no início de 1972, Rock também criou capas de álbuns para The Madcap Laughs de Barrett, Lonesome, On'ry and Mean de Waylon Jennings , Transformer e Coney Island Baby de  Lou Reed , Raw Power de Iggy Pop e Stooges, Queen II  (recriado para o videoclipe " Bohemian Rhapsody ") e Sheer Heart Attack do Queen ,  Don't Be Fooled by the Name do Geordie , End of the Century, dos  Ramones e   I Love Rock 'n' Roll, de Joan Jett .
Ele foi o fotógrafo-chefe dos filmes The Rocky Horror Picture Show, Hedwig and the Angry Inch e Shortbus . Ele também produziu e dirigiu os videoclipes " John, I'm Only Dancing ", " Jean Genie ", " Space Oddity " e " Life on Mars " na coleção de DVDs Sound and Vision de Bowie.
Entre os artistas fotograffados por Rock estãoThe Misfits, Snoop Dogg, Air Traffic, Maxwell, Alicia Keys, The Gossip, Lady Gaga, Richard Barone, The Killers, The Scissor Sisters, Michael Bublé, Miley Cyrus, Michael Stipe, Kate Moss, The Yeah Yeah Yeahs, The Chemical Brothers, Janelle Monáe, Queens of the Stone Age, Daft Punk, Kasabian, Snow Patrol, Daniel Merriweather, Black Keys, Hall & Oates, Peter, Bjorn e John, MGMT, Alejandro Escovedo, Pete Yorn, Gavin Degraw, Peaches, Fat Joe, Rhymefest, Nas, Q-Tip, Jane's Addiction, Tom Stoppard e os velhos amigos Bowie, Lou Reed, Debbie Harry, Joan Jett, Mötley Crüe, Nicos Gun e Iggy Pop.
No final de 2006 Rock recebeu o Diesel U Music Legends Award por sua contribuição à música .
Em 2001, quando Rock se preparava para lançar seu livro Psychedelic Renegades, ele conseguiu convencer Syd Barrett a autografar 320 encartes para inclusão em edições especiais. Esta foi a primeira atividade promocional de Barret em décadas, depois de se aposentar da música no início dos anos 1970.

## Exposições
- Rock'n Roll Eye: the photography of Mick Rock, Tokyo Photographic Art Museum, 2003.[17] A retrospective.
- Rock 'n' Roll Icons: the photography of Mick Rock, Urbis Cultural Centre, Manchester, Reino Unido, 2005/6.[18]

## Televisão
Rock foi o apresentador de On the Record with Mick Rock, uma série de documentários no canal Ovation . A série acompanhou Rock enquanto percorria o país e se reunia com músicos para uma turnê por suas cidades natais, destacando as pessoas, lugares e instituições culturais que foram essenciais em suas vidas e carreiras. Cada episódio apresenta uma performance. Os convidados da primeira temporada incluíram Josh Groban, The Flaming Lips (com Wayne Coyne e Steven Drozd ), Kings of Leon, Patti LaBelle e Mark Ronson .

## Filme
Shot! The Psycho-Spiritual Mantra of Rock (2016) é um documentário biográfico sobre Rock, dirigido por Barnaby Clay, produzido por Monica Hampton .

## Vida pessoal
Rock morava na cidade de Nova York, em Staten Island, com sua esposa e filha.
Morreu em 18 de novembro de 2021, com 72 anos de idade.

## Fotografias de capa de álbum
As seguintes capas de álbum apresentam a fotografia de Rock:
- The Madcap Laughs – Syd Barrett (1970)[26]
- Deuce – Rory Gallagher (1971)
- Transformer – Lou Reed (1972)[27]
- Lonesome, On'ry and Mean – Waylon Jennings (1973)
- Raw Power – The Stooges (1973)[27]
- Foreigner – Cat Stevens (1973)
- Pin Ups – David Bowie (1973)
- Queen II – Queen (1974)[27]
- The Psychomodo – Cockney Rebel (1974)
- Don't Be Fooled by the Name – Geordie (1974)
- Sheer Heart Attack – Queen (1974)
- Coney Island Baby – Lou Reed (1975)[27]
- Silly Sisters – Maddy Prior and June Tabor (1976)
- Rock and Roll Heart – Lou Reed (1976)
- Timeless Flight – Steve Harley & Cockney Rebel (1976)
- We Have Come for Your Children – Dead Boys (1978)
- The Candidate – Steve Harley (1979)
- End of the Century – Ramones (1980)[28]
- Come Upstairs – Carly Simon (1980)
- I Love Rock 'n Roll – Joan Jett & The Blackhearts (1981)[27]
- The Blue Mask – Lou Reed (1982)
- Teaser – Angela Bofill (1983)
- Nightlife - Cobra Verde (1999)
- Out of the Vein – Third Eye Blind (2003)
- The Quality of Mercy – Steve Harley & Cockney Rebel (2005)
- Parallax – Atlas Sound (2011)[29]
- Underneath the Rainbow – Black Lips (2014)
- Plastic Hearts – Miley Cyrus (2020)[30]

## Publicações
- A Photographic Record 1969–1980 (Century 22, 1995)
- Glam: An Eyewitness Account (foreword by Bowie) (Omnibus, 2006)
- Psychedelic Renegades / Syd Barrett (Genesis, 2002)
- Moonage Daydream / Ziggy Stardust (with Bowie) (Genesis). ISBN 978-1-84403-380-5.
- Rock 'n' Roll Eye (Tokyo Metropolitan Museum of Photography, 2003)
- Killer Queen (with Brian May and Roger Taylor) (Genesis, 2003)
- Picture This / Debbie Harry & Blondie (foreword by Debbie Harry) (Omnibus, 2004)
- Raw Power / Iggy & The Stooges (foreword by Iggy Pop) (Omnibus, 2005)
- Blood and Glitter. 2005. ISBN 978-0-9537479-9-3ISBN 978-0-9537479-9-3.
- Rocky Horror (foreword by Richard O'Brien) (Schwarzkopf & Schwarzkopf, 2006
- Classic Queen (Sterling, 2007). ISBN 978-1-4027-5192-9ISBN 978-1-4027-5192-9.
- Tamashii: Mick Rock Meets Kanzaburo (Kabuki Theatre Photos) (Hachette Fujingaho, Japan, 2007)
- Psychedelic Renegades (Gingko, 2007)[31]
- Mick Rock Exposed (Chronicle, 2010).[32]

## DVDs
- Punk Drunk Love: The Images of Mick Rock (Panoramica, 2007)